# 9038 Helensteel
9038 Helensteel (1990 VE1) là một tiểu hành tinh vành đai chính được phát hiện ngày 12 tháng 11 năm 1990 bởi Steel, D. I. ở Siding Spring.